# Nostra Signora di La Salette

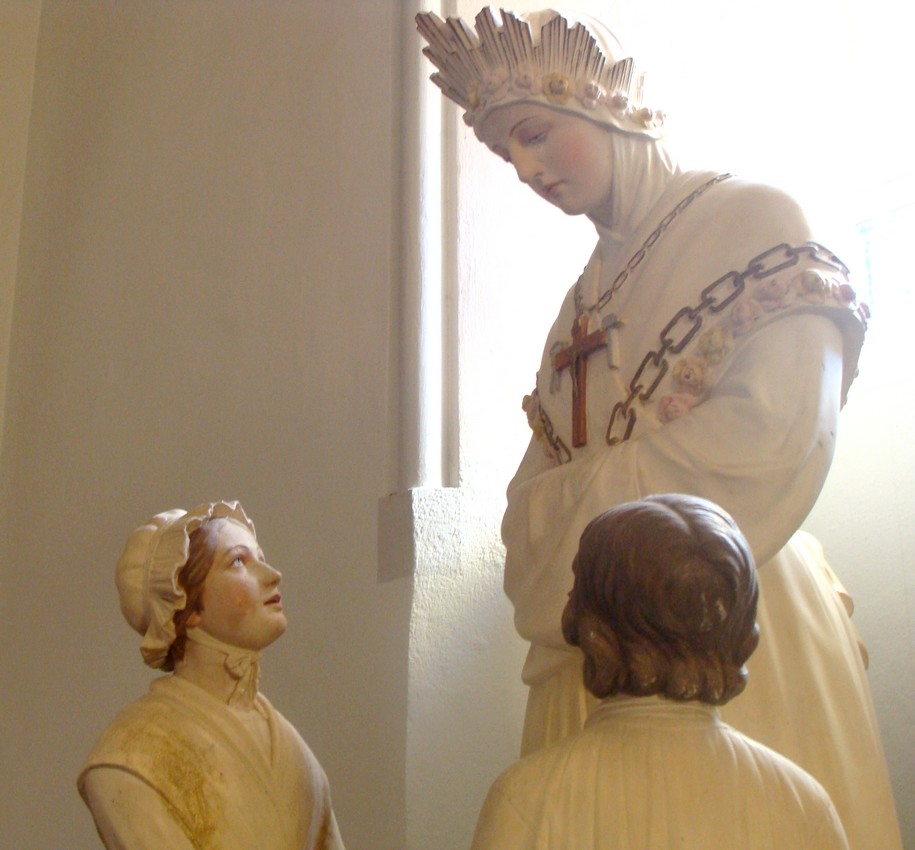
Statua della Madonna di La Salette con i bambini veggenti, Mélanie Calvat e Maximin Giraud

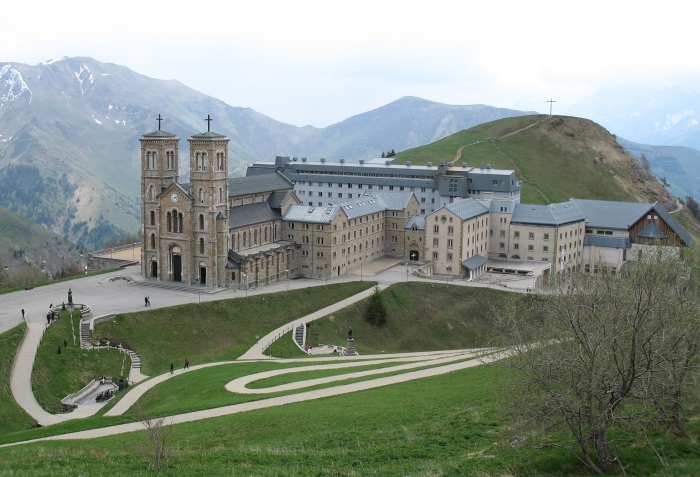
Il santuario mariano di La Salette

Nostra Signora di La Salette (o Madonna della Salette) è l'appellativo con cui la Chiesa cattolica venera Maria, in seguito alle apparizioni che ebbero, il 19 settembre 1846, due ragazzi, Maximin Giraud e Mélanie Calvat.
Il nome della località si riferisce al comune francese di La Salette-Fallavaux, dipartimento dell'Isère, vicino a Corps.

## Il racconto dell'apparizione
Il 19 settembre 1846, circa alle tre del pomeriggio, su una montagna vicina al villaggio di La Salette-Fallavaux, due ragazzi, una pastorella di quindici anni di nome Mélanie Calvat e un giovane pastore di undici anni di nome Maximin Giraud, stanno pascolando le mucche.
Secondo il loro racconto l'apparizione si compone di tre fasi. Nella prima appare in una luce risplendente una bella signora, vestita in una foggia straniera e seduta su una roccia, in lacrime e con la testa fra le mani, nel luogo chiamato ravin de la Sezia.
Nella seconda fase la signora si alza e, parlando ai due ragazzi sia in francese che nel patois del luogo (nel dialetto vivaro-alpino dell'occitano), affida loro un messaggio diretto all'intera umanità e quindi da diffondere universalmente. Dopo essersi lamentata per le empietà e i peccati degli uomini, che comportano l'eterno allontanamento da Dio e quindi l'inferno se avessero perseverato nel male, la signora annuncia il perdono per chi si converte. Successivamente comunica a ciascuno dei due fanciulli un segreto, prima di scomparire nel cielo, al di sopra del Mont-sous-les-Baisses (terzo momento dell'apparizione).
A partire dagli eventi di La Salette, le apparizioni pubbliche divennero eventi nei quali le folle assistevano in estasi periodica e in alcuni casi condividevano anche la visione dei veggenti. Le apparizioni private iniziarono ad essere considerate di portata universale e di interesse per l'intero genere umano.

## La notizia dell'apparizione

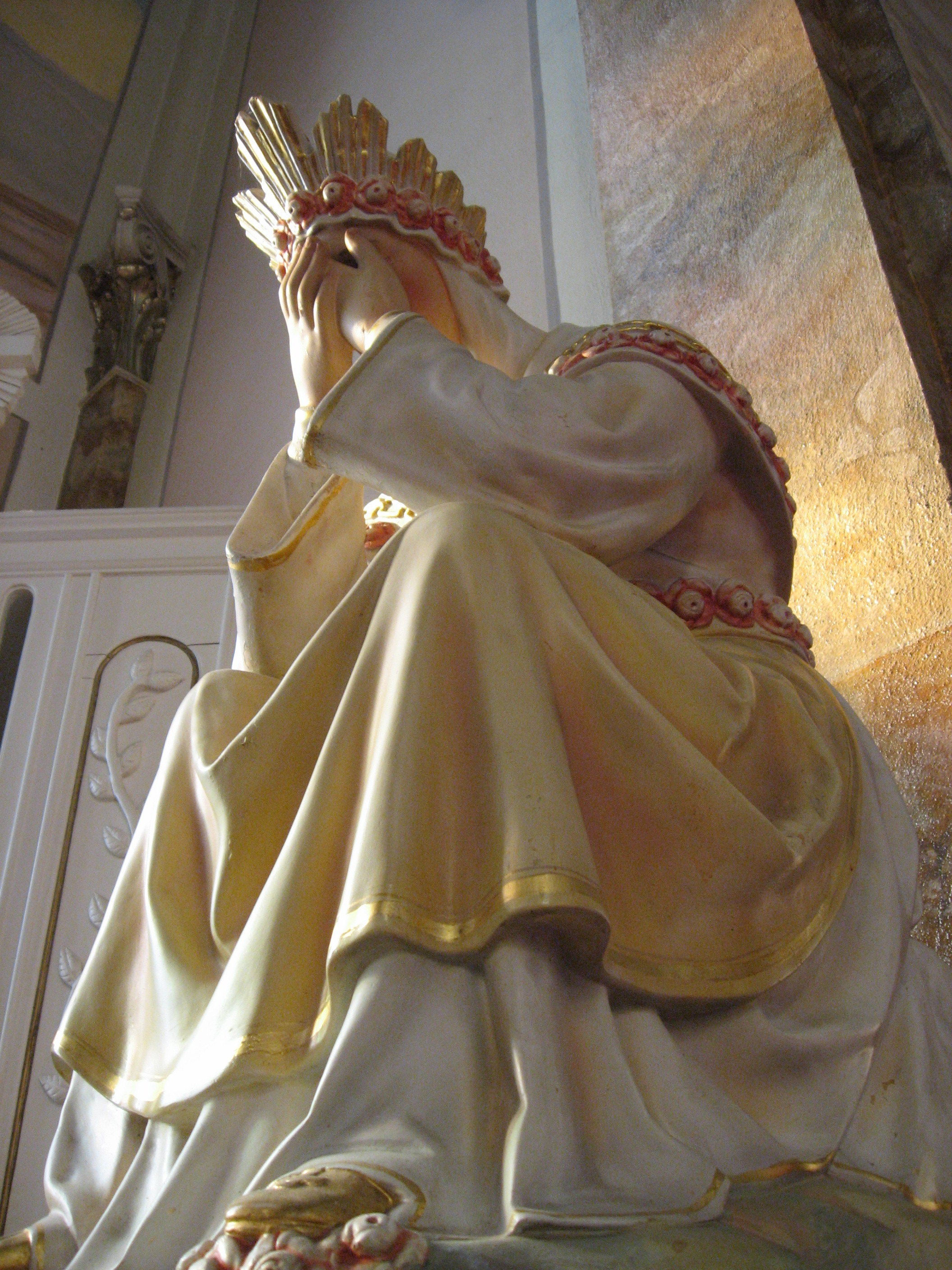
Nostra Signora di La Salette piangente, come i veggenti l'hanno trovata nella sua prima apparizione

I due ragazzi raccontano l'accaduto ai loro padroni, i pastori Baptiste Pra e Pierre Selme. Poi Maximin Giraud viene interrogato dal sindaco del paese, Pierre Peytard, il 21 settembre 1846.
I due pastori, impressionati, riferiscono al parroco Louis Perrin, che ne parla nella predica informando a sua volta l'arciprete di Corps, Pierre Mélin, il quale riferisce al vescovo di Grenoble, Philibert de Bruillard, il 4 ottobre.
La notizia della presunta apparizione si diffonde rapidamente. Jean-Maximin Giraud, il padre di Maximin, che non era affatto credente, si converte l'8 novembre. Il primo pellegrinaggio avviene il 24 novembre, guidato dai due ragazzi. Il 31 maggio 1847, al pellegrinaggio in cui viene posta una croce sulla montagna, partecipano 5.000 fedeli.
Nell'ottobre del 1846 i ragazzi sono interrogati dal sacerdote diocesano Mathieu Cat. Nel febbraio dell'anno successivo sono nuovamente interrogati da François Lagier, un sacerdote che conosceva perfettamente il patois locale. Il 16 aprile 1847 vengono ancora interrogati da un giudice di pace di Grenoble, Fréderic-Joseph Long. In questa data sarebbe avvenuta la prima guarigione miracolosa, riguardante suor Claire Peirron, ad Avignone. I ragazzi vengono interrogati ancora da un sacerdote, Pierre Lambert, il 29 maggio. Il 22 luglio Clément Villecourt, allora vescovo di La Rochelle, compie un pellegrinaggio personale a La Salette e interroga Maximin e Mélanie. Il 15 agosto si verifica un'altra guarigione, ritenuta miracolosa, riguardante Mélanie Gamon, a Corps.
Il 19 settembre, primo anniversario dell'apparizione, ha luogo un pellegrinaggio di 50.000 fedeli.

## Il messaggio
Si riporta di seguito un estratto del messaggio che la Vergine avrebbe comunicato ai due pastorelli:
Sopraggiungerà una grande carestia. Prima di essa, i bambini al di sotto dei sette anni saranno colpiti da tremito e morranno...Se questa gente si convertirà, allora, le pietre e le rocce si muteranno in mucchi di grano e le patate nasceranno da sole nei campi. Dite la vostra preghiera, figli miei? Bisogna dirla bene, mattino e sera [...] d'estate a Messa vanno solo alcune donne anziane. Gli altri lavorano di domenica, tutta l'estate. D'inverno, quando non sanno che cosa fare, vanno a Messa solo per burlarsi della religione...".»
Osservano padre Livio Fanzaga e Saverio Gaeta: "Queste profezie si sono di fatto concretizzate. In particolare, in quel tempo giunse in Francia dal Nord America la fino ad allora sconosciuta epidemia crittogamica, che effettivamente fu un flagello per le vigne; e anche la mortalità infantile afflisse il circondario di La Salette. Così gli uomini poterono rendersi conto di quanto il proprio comportamento nei riguardi di Dio e delle cose divine fosse direttamente collegato con gli sviluppi delle cose terrene.".

## I segreti

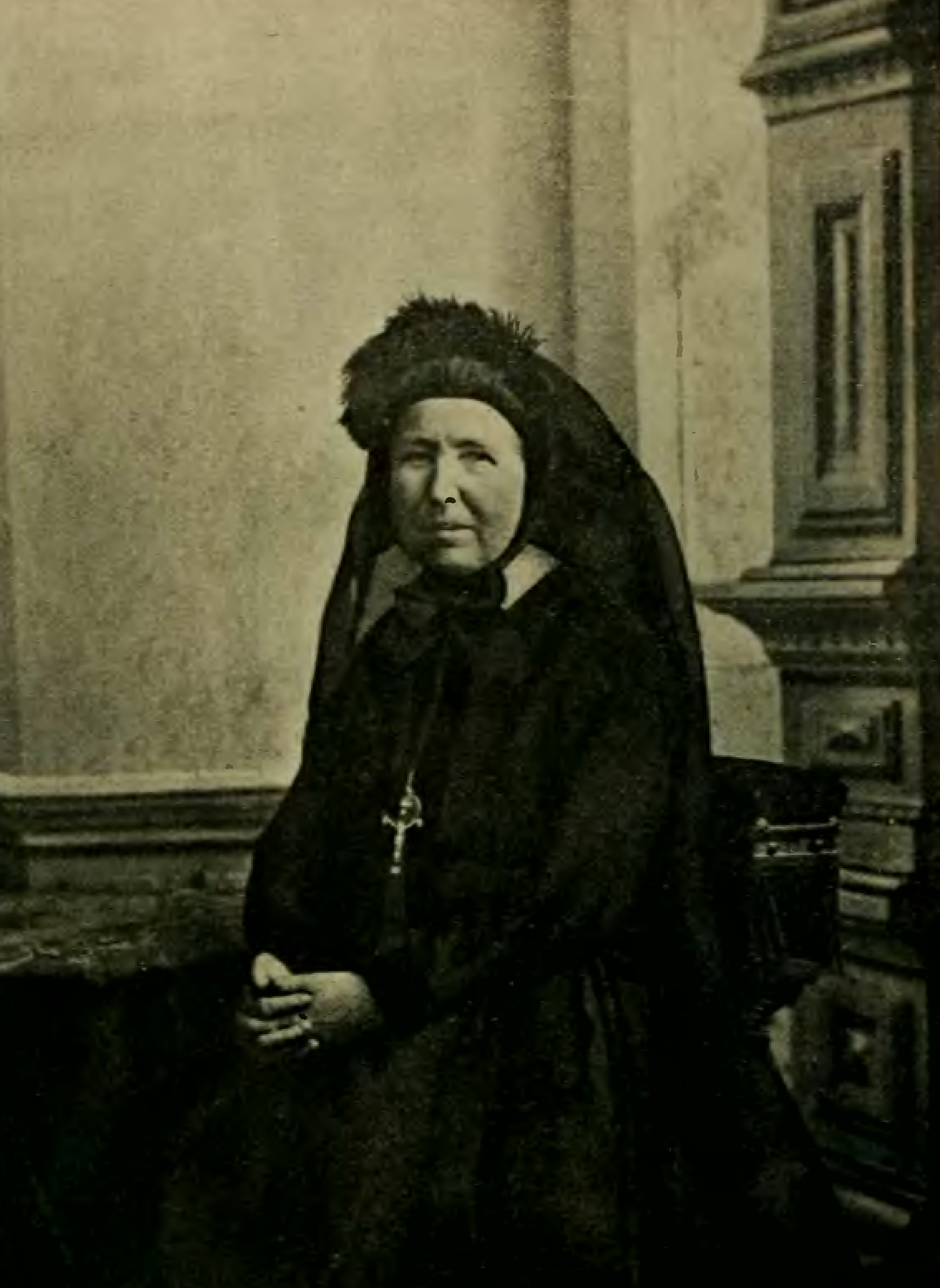
Mélanie Calvat già da suora e con il nome di Suor Maria della Croce

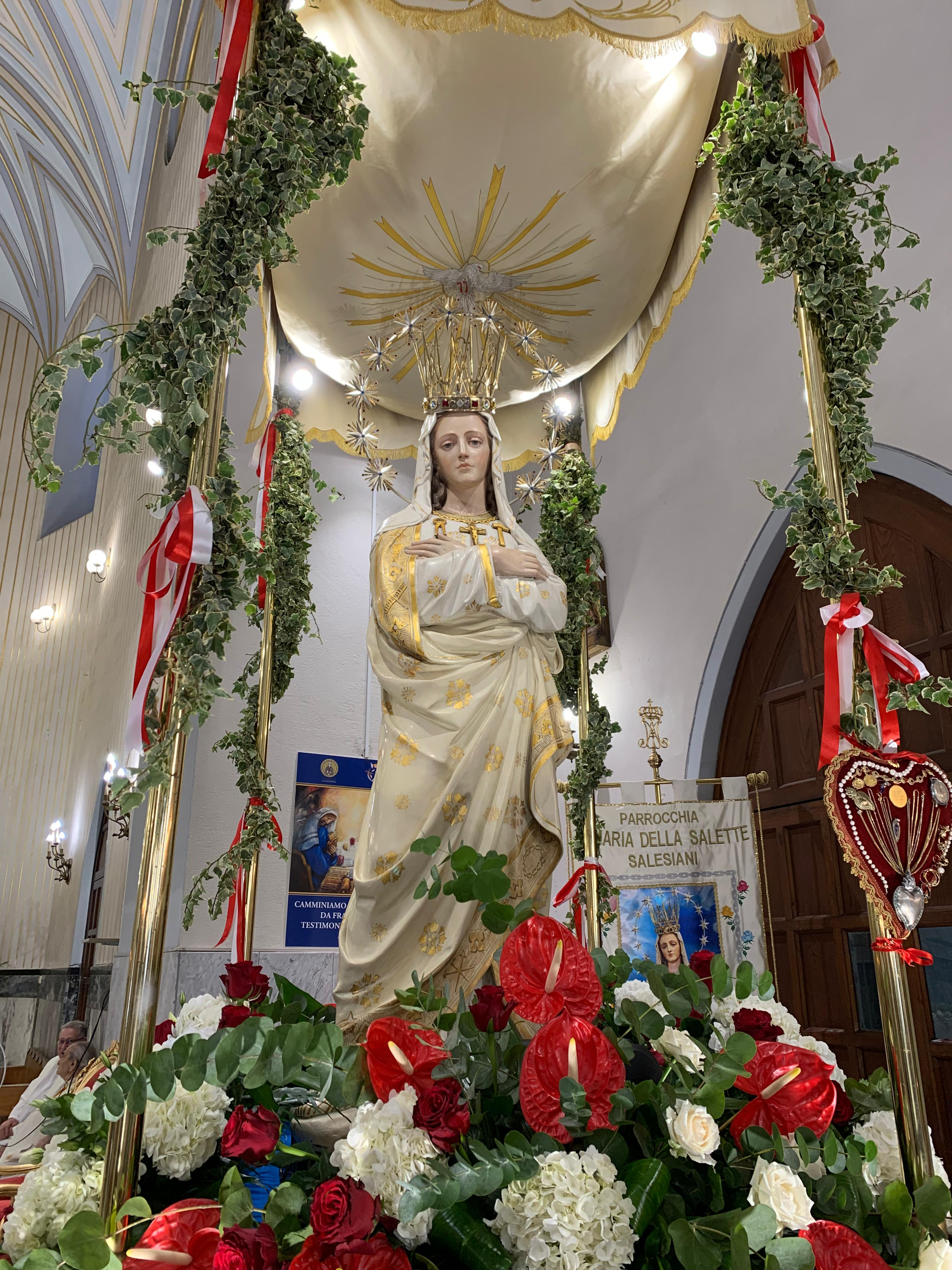
Simulacro Madonna della Salette nella Chiesa Madonna della Salette a Catania.

La Madonna avrebbe rivelato a ciascuno dei due ragazzi un segreto diverso. Questi li scrissero a papa Pio IX il 2 luglio 1851. C'è molta confusione sui messaggi di La Salette. In realtà ci sono due versioni del segreto di Mélanie e, secondo la Catholic Encyclopedia, il segreto del 1879 sarebbe un prodotto dell'immaginazione. Quest'ultimo segreto del 1879 non è incluso nell'approvazione data dalla Chiesa all'apparizione, perché è stato pubblicato successivamente.

### Versione estesa del segreto pubblicata il 15 novembre 1879
Si espone una versione del testo integrale (oggetto di censura da parte della Santa Sede, nei passaggi in cui la Madonna avrebbe usato parole molto severe contro l'avidità di una parte del clero):
I capi di stato e dei popoli hanno dimenticato la preghiera e la penitenza, il demonio sarà richiamato da queste stelle divenute oscure e piene di errori. L'umanità si trova alla vigilia di tristi avvenimenti e dei castighi più pesanti.
La Chiesa vivrà una crisi molto profonda. Sarà il tempo delle tenebre. La sacra fede in Dio cadrà nella dimenticanza, l'uomo senza Dio perderà l'amore per tutte le cose e ognuno vorrà essere capo di tutti gli altri. Ne seguirà una crisi senza fine con violenze e arroganze di ogni tipo. Si avvicina questo tempo in cui si vedrà solo trionfare l'impero della sopraffazione e degli assassini, dell'odio e della menzogna, ognuno cercherà solo il proprio egoistico profitto. Non ci sarà più amore per la famiglia e la patria. Il Santo Padre soffrirà molto. Ma io sarò accanto a lui e accoglierò i suoi sacrifici. Il trionfo del male non sarà assicurato per sempre (Melania infatti pronuncia queste parole: "Non regnerà a lungo").
I governi temporali avranno tutti lo stesso fine, quello di abbattere le basi religiose dei popoli e disperderle, per fondare il materialismo, lo spiritismo e l'ateismo. Francia, Italia, Spagna e Inghilterra entreranno in guerra. I Francesi lotteranno contro i Francesi e gli Italiani contro gli Italiani. Ci sarà una grande guerra. Dio non sarà più onorato in Italia e in Francia, il Vangelo sarà completamente dimenticato. Il maligno entrerà in ogni casa. Molte grandi città saranno bruciate e quasi distrutte, altre inghiottite dai terremoti. Tutti crederanno che sia giunta la fine. I giusti avranno molto a soffrire, ma le loro preghiere e i sacrifici espiatori saliranno diritti al cielo; costoro imploreranno la mia misericordia e il mio aiuto sarà loro accordato. Poi la misericordia di mio Figlio comanderà gli Angeli di distruggere il nemico del mondo. Improvvisamente tutti i nemici della Chiesa di Gesù Cristo saranno messi a morte e la Terra diventerà come un deserto. Dopo inizierà lentamente una nuova era in cui gli uomini della Terra si porranno al vero servizio di Cristo. La pace, l'armonia tra gli uomini e Dio e l'amore per il prossimo prenderà il sopravvento su tutto. I nuovi governanti diventeranno il braccio destro della Santa Chiesa, che sarà divenuta davvero portatrice delle virtù di Gesù Cristo. Il Vangelo sarà predicato ovunque e gli uomini faranno grandi passi verso la vera fede, poiché ci sarà unità tra i fedeli di Cristo e gli uomini vivranno dei frutti di Dio. Questa pace e concordia tra gli uomini non durerà però a lungo, ci si dimenticherà che i peccati del mondo sono l'origine di tutte le punizioni che ricadono sulla Terra. Un precursore dell'anticristo farà la sua comparsa e vorrà essere visto come il nuovo Dio.
Le stagioni cambieranno, l'atmosfera anche; l'acqua e il fuoco provocheranno terribili terremoti e grandi distruzioni, montagne e città cadranno. Le stelle e la luna non avranno più la forza di risplendere. Roma perderà la fede e diventerà la sede dell'anticristo.
I demoni dell'aria produrranno fenomeni prodigiosi nell'aria e sulla Terra. Gli uomini diventeranno sempre peggiori. Ma Dio si occuperà sempre dei suoi più fedeli servitori e degli uomini di buona volontà. Il Vangelo sarà predicato ovunque; tutti i popoli e tutte le nazioni conosceranno la verità di Dio. Allora potrò chiamare gli apostoli degli ultimi tempi, i fedeli discepoli di Gesù Cristo, coloro che hanno condotto una vita di umiltà e coraggiose privazioni, in contemplazione e silenzio, in preghiera ed espiazione, in unione con Dio e le cose divine. Potrò chiamare costoro che hanno vissuto immersi nella sofferenza e celati dal mondo. Giungerà il tempo in cui essi dovranno mostrarsi per riempire il mondo di luce. Allora io dirò loro: "Andate e mostratevi figli miei! Io sarò con voi e in voi, lottate figli della luce per la gloria di Dio e di Gesù Cristo".
"Il Salvatore del mondo", come si farà chiamare il principe delle tenebre, emergerà dall'abisso apertosi nella terra. Egli si vorrà innalzare superbo nell'aria e protendersi verso il cielo. Ma conoscerà l'alito dell'Arcangelo Michele e ne verrà soffocato. Ricadrà sulla Terra e verrà risucchiato per sempre nell’eterno abisso dell'inferno con i suoi accoliti. Poi acqua e fuoco purificheranno la Terra e tutto sarà rinnovato. Solo allora Dio sarà servito e onorato".
»
Dalla consegna del manoscritto originale nelle mani di Pio IX, nel 1851, a oggi, circolano versioni differenti del "segreto". Alcune versioni hanno sfumature velatamente antisemite, altre tessono lodi verso il pontefice che ha avuto modo di detenere il manoscritto. Vi sono insomma, diversi studiosi che avanzano dubbi sull'autenticità delle versioni in circolazione, o quanto meno sospettano tagli o aggiunte a scopo di censura o strumentalizzazione politico-sociale del messaggio originale.
Solo l'esposizione al pubblico del testo originale olografo, convalidato da esperti super partes, potrebbe finalmente dirimere la questione e spegnere le polemiche.
Dopo il 1858 il segreto venne diffuso, ma la prima stesura dotata di approvazione ecclesiastica fu quella pubblicata a Lecce il 15 novembre 1879, con l'Imprimatur del vescovo Salvatore Luigi Zola, ristampata a Lione nel 1904, qualche mese prima della morte di Melania. Dopo la pubblicazione del segreto, le reazioni furono diverse. Alcuni sostennero la sua autenticità e la sua vitale importanza per la Chiesa e per l'umanità. Altri affermarono che la stesura del segreto avrebbe risentito di influenze negative esercitate su Melania da alcune persone: da tali influenze deriverebbe il tono apocalittico del testo divulgato nel 1879.
A lungo andare la seconda tesi prevalse e, con decreto della Santa Sede in data 9 maggio 1923, il testo del segreto fu iscritto nell'Indice dei libri proibiti. Molti decenni dopo, il 2 ottobre 1999, il sacerdote francese Michel Corteville, durante le ricerche per la tesi di laurea su La Salette, rinvenne presso l'archivio della Congregazione per la dottrina della fede a Roma i manoscritti originali, regolarmente protocollati e rubricati, dei messaggi inviati da Melania e Massimino al Papa Pio IX nel luglio 1851. Questa scoperta straordinaria ha posto nuovi interrogativi sull'autenticità del testo del segreto pubblicato nel 1879.

### Messaggio di Melania inviato al papa Pio IX il 6 luglio 1851
Parigi, questa città macchiata da ogni sorta di crimini, perirà immancabilmente; Marsiglia sarà distrutta in breve tempo. Quando queste cose succederanno, il disordine sarà completo sulla Terra; il mondo si abbandonerà alle sue empie passioni.
Il papa sarà perseguitato da ogni parte, gli si sparerà addosso, lo si vorrà mettere a morte, ma non gli potranno far nulla. Il vicario di Cristo trionferà ancora una volta.
I sacerdoti, i religiosi e i veri servi del mio figlio saranno perseguitati e molti moriranno per la fede di Gesù Cristo. Regnerà in quel tempo una grande fame.
Dopo che saranno avvenute tutte queste cose, molte persone riconosceranno la mano di Dio su di loro e si convertiranno e faranno penitenza dei loro peccati.
Un grande re salirà sul trono e regnerà per alcuni anni. La religione rifiorirà e si espanderà su tutta la terra e la fertilità sarà grande, il mondo, contento di non mancare di nulla, ricomincerà con i suoi disordini e abbandonerà Dio e si darà in braccio alle sue passioni criminali.
Vi saranno anche dei ministri di Dio e delle spose di Gesù Cristo che si abbandoneranno ai disordini e questa sarà una cosa terribile; infine un inferno regnerà sulla Terra; sarà allora che nascerà l'Anticristo da una religiosa, ma guai ad essa: molte persone gli crederanno perché si dirà venuto dal cielo; il tempo non è molto lontano, non passeranno due volte cinquant’anni (cioè un secolo - n.d.r.)”.
Mia piccola, voi non direte ciò che vi ho appena detto. (Voi non lo direte a nessuno, voi non lo direte se un giorno doveste dirlo, voi non direte ciò che lo riguarda). Infine, voi non direte più niente fino a quando vi dirò di dirlo.
Prego il Santo Padre di darmi la sua santa Benedizione”.»
(Melania Matthieu,

pastorella di La Salette.

Grenoble, 6 luglio 1851)

### Messaggio di Massimino inviato al papa Pio IX il 3 luglio 1851
Se il mio popolo continua, ciò che sto per dirti arriverà al più presto; se cambia un poco, sarà più tardi. La Francia ha corrotto l'universo, un giorno sarà punita. La fede si spegnerà in Francia. Un terzo della Francia non praticherà più la religione o quasi. L'altra parte la praticherà ma non bene ... In seguito le nazioni si convertiranno e la fede si riaccenderà dovunque. Una grande contrada del Nord dell'Europa, ora protestante, si convertirà e sull'esempio di quella contrada anche le altre nazioni del mondo si convertiranno. Prima che questo accada si verificheranno nella Chiesa grandi turbamenti e poco dopo il Santo Padre, il papa, sarà perseguitato. Il suo successore sarà un pontefice che nessuno s'aspetta. Poco dopo giungerà una grande pace, ma non durerà a lungo. Un mostro verrà a turbarla. Tutto quello che vi dico accadrà nel prossimo secolo o al più tardi negli anni del duemila (Massimino Giraud). Ella mi ha detto di dirlo qualche tempo dopo.
Mio Santo Padre, la vostra benedizione ad una delle vostre pecore”.»
(Massimino Giraud,

Grenoble, 3 luglio 1851)

## Il riconoscimento da parte della Chiesa cattolica
Il 7 luglio 1847 il vescovo di Grenoble chiese ai canonici Pierre-Joseph Rousselot e André Berthier (ora servo di Dio), entrambi professori al seminario maggiore di Grenoble, di condurre un'indagine dettagliata sull'apparizione, e di redigere una relazione completa. Quest'ultima fu conclusa il 15 ottobre 1847.
Nel novembre del 1847 il vescovo sottopose la relazione a una commissione di indagine di sedici esperti, sotto la guida del vescovo diocesano. I membri della commissione erano tutti sacerdoti diocesani. Essi erano i vicari generali canonici Clair-Melchior Périer e André Berthier, i canonici Pierre Joseph Rousselot, Jacques Bouvier, J.-F. Desmoulins, J. Henry, J.-C. Michon, P. Petit, J. Revol e Pierre Chambon, i parroci Jean-Baptiste Gerin, arciprete della cattedrale di Grenoble, Jean-Pierre Cartellier, arciprete di san Giuseppe, H. Genevey, arciprete di san Luigi, J.-H. de Lemps, parroco di sant'Andrea e Jean-Jules Keisser, parroco di san Lorenzo e il rettore del seminario maggiore Jacques-Philippe Orcel.
Si tennero otto sessioni in totale, tutte fra novembre e dicembre del 1847. In due di queste furono presenti Mélanie e Maximin, che furono lungamente interrogati. Nella votazione finale dodici dei sedici membri sostennero l'autenticità dell'apparizione. Tre di questi dodici, André Berthier, H. Genevey e J.-H. de Lemps, avevano dubbi sulla verità di alcuni elementi dell'apparizione. Un membro, Jean-Pierre Cartellier, espresse la certezza che l'apparizione fosse un falso.
Quando la commissione ebbe terminato i lavori, approvò la relazione. Il vescovo aspettò a dare l'approvazione ufficiale, perché il cardinale Bonald, arcivescovo di Lione, di cui la diocesi di Grenoble era suffraganea, sosteneva Cartellier.
La relazione fu pubblicata da Pierre Joseph Rousselot il 26 giugno 1848 e inviata a papa Pio IX nell'agosto del 1848. I risultati della relazione furono approvati dalla Santa Sede.
Un incontro fra Maximin Giraud e Giovanni Maria Vianney, il santo curato d'Ars, ebbe luogo il 19 settembre 1850. Dopo un'iniziale perplessità, dovuta a un piccolo incidente avvenuto durante l'incontro, anche il santo divenne un tenace difensore dell'apparizione fino alla fine della sua vita.
Comunque, la resistenza all'interno della Chiesa cattolica francese, che cercava un accordo con le autorità, non scomparve del tutto. Il cardinale Bonald non credeva che l'apparizione fosse autentica e sospettava un inganno: richiese allora ai ragazzi di rivelargli i segreti, millantando di avere un mandato speciale dal Papa. I ragazzi acconsentirono alla richiesta. Il 2 e il 6 luglio 1851 entrambi scrissero un resoconto dell'apparizione e i segreti che la Vergine Maria aveva loro comunicati. Mélanie, che scrisse il suo testo al convento delle sorelle della Provvidenza di Corenc, redasse solo una versione abbreviata del segreto e insistette perché entrambi i testi fossero inviati direttamente al Papa. Con questo incarico due rappresentanti, i canonici Pierre Joseph Roussilot e Jean-Baptiste Gérin, furono inviati a Roma. Il testo di questi due segreti fu consegnato a papa Pio IX il 18 luglio 1851.
Il Segretario di Stato, cardinal Lambruschini, confermò ufficialmente la comunicazione dei documenti il giorno seguente. Il suo assistente mons. Frattini fece lo stesso (i documenti sono stati pubblicati solo recentemente, scoperti nell'Archivio Segreto Vaticano da Michel Corteville M.S.). Lo stesso giorno 19 luglio 1851, quinto anniversario dell'apparizione, questa fu ufficialmente approvata dal vescovo diocesano, con una lettera pastorale dal titolo "Nostra Signora della Salette" (Notre Dame de la Salette). Così scrisse il vescovo:
La traduzione della lettera fu successivamente pubblicata dall'Osservatore Romano il 4 giugno 1852.

## Significato teologico
Secondo la dottrina cattolica questo fenomeno appartiene alla categoria delle rivelazioni private
Padre Livio Fanzaga, parlando delle apparizioni de La Salette, ha scritto tra l'altro:

## Il santuario

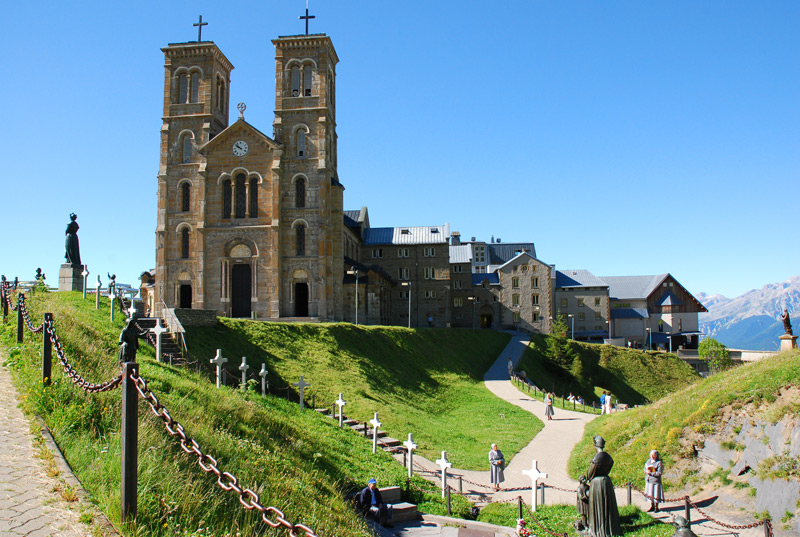
Il santuario di Nostra Signora della Salette

Il santuario è situato vicino al luogo dove sarebbe avvenuta l'apparizione, a circa 1.800 metri di altitudine e a 14 km dal paese più vicino.

## La croce
Il crocifisso di La Salette è quello indossato dalla Vergine Maria (pendente da una catena attorno al collo) secondo il racconto di Maximin e Mélanie. Alla croce sono aggiunti, a metà dei bracci laterali, un martello e delle tenaglie; ai piedi della croce vi è un teschio con i femori incrociati.
Il martello simboleggia il peccatore che inchioda Gesù alla croce con i suoi peccati; le tenaglie simboleggiano i cristiani che tentano di rimuovere i chiodi della croce mediante la vita di santità e di fedeltà al Signore. Il teschio con i femori incrociati rappresenta la morte, inevitabile per gli esseri umani, per ricordare l'urgenza della salvezza.